# Asse terrestre

Animazione non conforme della rotazione terrestre

L'asse terrestre è la linea immaginaria passante per i due poli terrestri attorno a cui la Terra compie il suo moto di rotazione.
La volta celeste si muove da est ad ovest ruotando attorno a due punti fissi, chiamati polo nord celeste (N') e polo sud celeste (S'). Si chiama asse celeste la retta passante per i due poli celesti. Apparentemente la volta celeste ruota attorno a questo asse; si tratta appunto di un movimento apparente dovuto al movimento di rotazione della Terra attorno all'asse terrestre.
L'asse terrestre incontra la superficie della Terra in due punti: il polo nord terrestre (N) e il polo sud terrestre (S); il moto di rotazione terrestre, per un osservatore posto sopra il Polo Nord e fisso rispetto alla sfera celeste, avviene in senso antiorario. Per effetto della polodia questi due punti sono soggetti a spostamenti. L'asse celeste, cioè la retta che passa  per i due poli celesti, e l'asse terrestre coincidono in quanto i poli celesti e i poli terrestri sono allineati tra loro. In prima approssimazione si può considerare la Terra come una sfera; il punto medio del segmento che congiunge i poli terrestri è il centro della sfera.
Il piano perpendicolare all'asse terrestre passante per il centro della Terra interseca la superficie della Terra determinando un cerchio massimo la cui circonferenza è chiamata equatore terrestre. Esso divide la Terra nei due emisferi: settentrionale o boreale dalla parte del polo nord, meridionale o australe dalla parte del polo sud. Se si estende il piano dell'equatore fino ad intersecare la sfera celeste, su essa si determina un cerchio massimo detto equatore celeste. L'asse della terra e l'equatore celeste rappresentano la direzione e il piano fondamentali per il sistema di coordinate equatoriali e per il sistema orario.

## Inclinazione
L'asse terrestre è attualmente inclinato di 23° 26' 10.5" rispetto alla perpendicolare al piano dell'eclittica: questa inclinazione, combinata con la rivoluzione della Terra intorno al Sole, è causa delle stagioni.
L'entità dell'inclinazione varia ciclicamente tra circa 22° 30' e circa 24° 30' con un periodo di 41 000 anni; attualmente è di 23° 26'10.5" e in diminuzione. Inoltre l'asse terrestre ruota lentamente intorno alla perpendicolare all'eclittica, descrivendo un doppio cono e compiendo un giro ogni 25 800 anni (52″ all'anno). Questo moto è chiamato precessione degli equinozi ed è dovuto alla forza di marea esercitata dalla Luna e dal Sole.
Infine vi sono delle oscillazioni dell'asse di minore entità (circa 20′) e con un periodo più breve (circa 18,6 anni): quest'ultimo moto è detto nutazione.

### Effetto dei terremoti
I terremoti possono spostare l'asse terrestre. In realtà quello che viene spostato è l'"asse di figura" (figure axis), sfasato di una decina di metri rispetto alla congiungente nord-sud della Terra. L'asse di figura è l'asse rispetto al quale la massa della Terra è in equilibrio.
Un esempio adatto per spiegare la differenza è quello di un pattinatore che ruota su se stesso tenendo in mano una pietra con il braccio disteso. L'asse di rotazione del pattinatore è ancora passante per il centro del corpo, ma l'asse di figura è spostato leggermente nella direzione della mano che stringe la pietra. Ritraendo e distendendo il braccio con la pietra l'asse di rotazione non cambia, similmente a un giroscopio, ma l'asse di figura sì in quanto cambia la distribuzione della massa. Per la legge di conservazione del momento angolare anche la velocità di rotazione ne risente, aumentando quanto più il braccio inizialmente disteso si avvicina al corpo.
Pertanto i fenomeni che muovono intere placche tettoniche possono similmente variare la velocità di rotazione della Terra e il suo asse di figura. Queste variazioni rientrano nella normalità e sono impercettibili per i sensi umani; nell'arco di un anno lo spostamento può essere dell'ordine di 1 metro. Effetti climatici come le correnti marine e soprattutto i venti influiscono centinaia di volte di più.

#### Esempi
Il terremoto del Tōhoku del 2011 (magnitudo 9,0) avrebbe spostato l'asse di circa 17 cm. Il Terremoto del Cile del 2010 l'avrebbe spostato di 8 cm, e il terremoto nell'Oceano Indiano nel 2004 di 7 cm.